# Danh sách pho mát Pháp

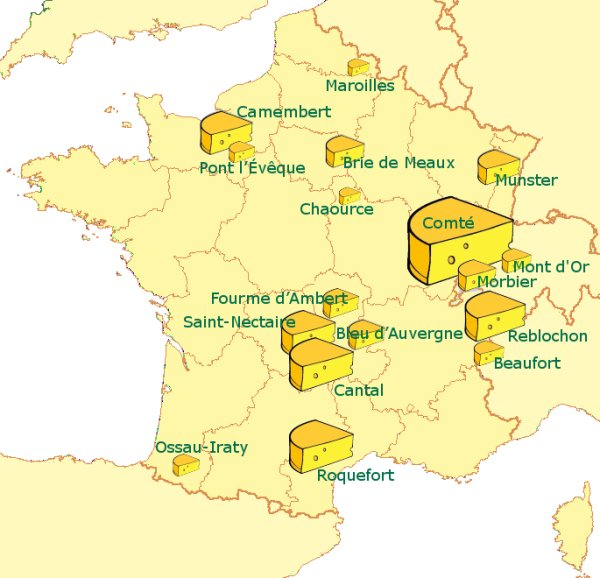
Bản đồ của các loại phô mai AOC chính – kích thước của biểu tượng tương đương với quy mô sản xuất.

Đây là danh sách các loại phô mai Pháp, ghi chép lại các loại phô mai, thực phẩm làm từ sữa với nhiều hương vị, kết cấu và hình thức đa dạng khác nhau được tìm thấy ở Pháp. Năm 1962, Tổng thống Pháp Charles de Gaulle đã hỏi: "Làm thế nào bạn có thể cai trị một quốc gia có hai trăm bốn mươi sáu loại phô mai?". Có sự phong phú đa dạng vô cùng lớn trong mỗi loại phô mai, khiến một số người ước tính có khoảng 1.000 tới 1.600 loại phô mai Pháp khác nhau. Phô mai Pháp được phân nhóm tổng quát thành tám danh mục, 'les huit familles de fromage'.

## "Chỉ định xuất xứ" được bảo vệ

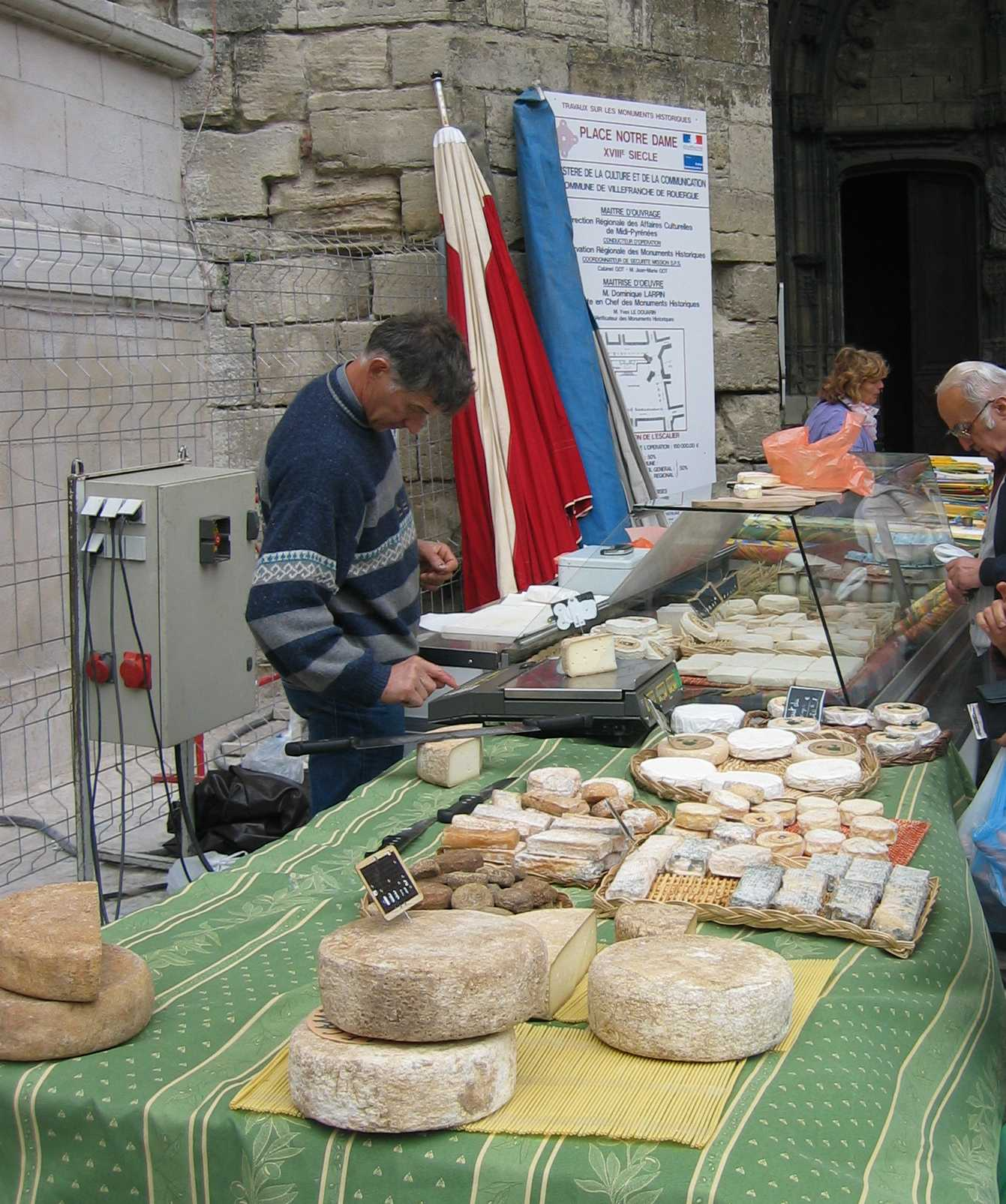
Bán phô mai tại Pháp

Theo Chính sách Nông nghiệp Chung của Liên minh Châu Âu, một số loại phô mai được sản xuất, bao gồm nhiều loại của Pháp, được bảo vệ bởi chỉ định xuất xứ được bảo vệ (PDO), và những chỉ định xuất xứ địa lý khác, ít nghiêm ngặt hơn, cho các đặc sản truyền thống, ví dụ như chỉ định xuất xứ địa lý được bảo vệ của EU (PGI). Hệ thống này đã thay thế một cách rộng rãi cho các hệ thống quốc gia, chẳng hạn như hệ thống appellation d'origine contrôlée (AOC) của Pháp, vì bất kỳ loại phô mai nào được đăng ký làm một PDO hoặc PGI thì không thể sử dụng chỉ định AOC nữa để tránh sự nhầm lẫn.
Việc sản xuất phô mai Pháp được phân loại dưới bốn hạng mục, và quy tắc PDO/PGI/(AOC) sẽ quy định hạng mục hoặc các hạng mục mà mỗi loại phô mai được bảo vệ có thể được gán vào:
- Fermier: phô mai nhà nông, được sản xuất ngay tại trang trại nơi sữa được sản xuất.
- Artisanal: nhà sản xuất sản xuất phô mai với số lượng tương đối nhỏ sử dụng sữa từ trang trại của họ, nhưng cũng có thể mua sữa từ các trang trại địa phương.
- Coopérative: hợp tác sản xuất với các nhà sản xuất sữa địa phương trong một khu vực đã tham gia sản xuất phô mai. Trong các hợp tác xã (coopérative) lớn hơn, số lượng phô mai sản xuất có thể tương đối lớn, giống như một số nhà sản xuất công nghiệp (industriel) (nhiều có thể được phân loại là được sản xuất tại nhà máy[5]).
- Industriel: phô mai sản xuất tại nhà máy từ sữa có nguồn gốc địa phương hoặc khu vực, hoặc có thể từ khắp nơi trên nước Pháp (tùy thuộc vào quy định AOC/PDO cho các loại phô mai cụ thể).

Một số loại phô mai được phân loại, bảo vệ và quy định theo luật của Pháp. Đa số được phân loại là Appellation d'origine contrôlée (AOC), mức độ bảo vệ cao nhất. Một số cũng được bảo vệ dưới chỉ định ít nghiêm ngặt hơn nhưng vẫn được quy định theo luật là Label Régional (LR). Một số loại phô mai Pháp được bảo vệ dưới chỉ định Xuất xứ Địa lý được Bảo vệ của Liên minh Châu Âu (PGI). Nhiều loại phổ biến, như Boursin, không được bảo vệ, trong khi một số loại ban đầu từ các quốc gia khác, như phô mai Emmental, có thể có một số biến thể được bảo vệ như một loại phô mai Pháp. Danh sách này khác với những loại có tình trạng AOC.
| Phô mai                                          | Năm được chỉ định appellation | Vùng sản xuất                              | Loại sữa    | Chỉ định |
| ------------------------------------------------ | ----------------------------- | ------------------------------------------ | ----------- | -------- |
| Abondance                                        | 1990                          | Haute-Savoie                               | Bò          | PDO      |
| Banon                                            | 2003                          | Provence-Alpes-Côte d'Azur                 | Dê          | PDO      |
| Beaufort                                         | 1968                          | Savoie                                     | Bò          | PDO      |
| Bleu d'Auvergne                                  | 1975                          | Auvergne                                   | Bò          | PDO      |
| Bleu des Causses                                 | 1979                          | Midi-Pyrénées                              | Bò          | PDO      |
| Bleu de Gex Haut-Jura / Bleu de Septmoncel       | 1977                          | Franche-Comté                              | Bò          | PDO      |
| Bleu du Vercors-Sassenage                        | 1998                          | Rhône-Alpes                                | Bò          | PDO      |
| Brie de Meaux                                    | 1980                          | Île-de-France                              | Bò          | PDO      |
| Brie de Melun                                    | 1980                          | Île-de-France                              | Bò          | PDO      |
| Brillat-Savarin                                  | 2015                          | Burgundy                                   | Bò          | PGI      |
| Brocciu Corse hoặc Brocciu                       | 1983                          | Corsica                                    | Cừu         | PDO      |
| Brousse du Rove                                  | 2018                          |                                            |             | PDO      |
| Cabécou                                          | 1988                          | Midi-Pyrénées                              | Dê          | AOC      |
| Cancoillotte                                     | Khuyết năm                    | Franche-Comté                              | Bò          | LR       |
| Cantal, Fourme de Cantal                         | 1956                          | Auvergne                                   | Bò          | PDO      |
| Camembert de Normandie                           | 1983                          | Normandy                                   | Bò          | AOC      |
| Cazelle de Saint Affrique                        | Khuyết năm                    | Midi-Pyrénées, Aveyron Department          | Cừu         | PDO      |
| Chabichou du Poitou                              | 1990                          | Poitou-Charentes                           | Dê          | PDO      |
| Chaource                                         | 1970                          | Champagne-Ardenne                          | Bò          | PDO      |
| Charolais                                        | 2010                          |                                            |             | PDO      |
| Chevrotin                                        | 2003                          |                                            |             | PDO      |
| Comté                                            | 1952                          | Franche-Comté                              | Bò          | PDO      |
| Crottin de Chavignol/Chavignol                   | 1976                          | Centre-Val de Loire                        | Dê          | PDO      |
| Emmental de Savoie                               | Khuyết năm                    | Savoie                                     | Bò          | PGI      |
| Emmental français est-central                    | Khuyết năm                    | Franche-Comté                              | Bò          | PGI      |
| Époisses                                         | 1991                          | Burgundy                                   | Bò          | PDO      |
| Faisselle                                        |                               | Rians                                      | Bò, Dê, Cừu |          |
| Fourme d'Ambert                                  | 1972                          | Auvergne                                   | Bò          | PDO      |
| Fourme de Montbrison                             | 1972                          | Auvergne                                   | Bò          | PDO      |
| Gruyère                                          | 2018                          | khu vực trung tâm phía đông                | Bò          | PGI      |
| Laguiole                                         | 1961                          | Auvergne                                   | Bò          | PDO      |
| Langres                                          | 1991                          | Champagne-Ardenne                          | Bò          | PDO      |
| Livarot                                          | 1972                          | Normandy                                   | Bò          | PDO      |
| Mâconnais                                        | 2006                          | Burgundy                                   | Dê          | PDO      |
| Maroilles hoặc Marolles                          | 1976                          | Nord-Pas-de-Calais                         | Bò          | PDO      |
| Mimolette                                        | Khuyết năm                    | Nord-Pas-de-Calais                         | Bò          | LR       |
| Mont d'or, hoặc Vacherin Mont d'Or du Haut-Doubs | 2006                          | Franche-Comté                              | Bò          | PDO      |
| Morbier                                          | 2000                          | Franche-Comté                              | Bò          | PDO      |
| Munster or Munster-Géromé                        | 1969                          | Alsace và Vosges départements tại Lorraine | Bò          | PDO      |
| Neufchâtel                                       | 1969                          | Normandy                                   | Bò          | PDO      |
| Ossau-lraty                                      | 1980                          | Aquitaine                                  | Cừu         | PDO      |
| Pélardon                                         | 2000                          | Languedoc-Roussillon                       | Dê          | PDO      |
| Picodon                                          | 1983                          | Rhône-Alpes                                | Dê          | PDO      |
| Pont-l'Évêque                                    | 1976                          | Normandy                                   | Bò          | PDO      |
| Pouligny-Saint-Pierre                            | 1972                          | Centre-Val de Loire                        | Dê          | PDO      |
| Raclette de Savoie                               | 2015                          |                                            |             | PGI      |
| Reblochon hoặc Reblochon de Savoie               | 1958                          | Savoie và Haute-Savoie                     | Bò          | PDO      |
| Rigotte de Condrieu                              | 2008                          | Lyon                                       | Dê          | PDO      |
| Rocamadour                                       | 1996                          | Midi-Pyrénées                              | Dê          | PDO      |
| Roquefort                                        | 1925                          | Midi-Pyrénées                              | Cừu         | PDO      |
| Sainte-Maure de Touraine                         | 1990                          | Centre-Val de Loire                        | Dê          | PDO      |
| Saint-Marcellin                                  | 2010                          | Rhône-Alpes                                | Bò          | PGI      |
| Saint-Nectaire                                   | 1955                          | Auvergne                                   | Bò          | PDO      |
| Saint-Félicien                                   | Khuyết năm                    | Rhône-Alpes                                | Bò          | LR       |
| Salers                                           | 1979                          | Auvergne                                   | Bò          | PDO      |
| Selles-sur-Cher                                  | 1975                          | Centre-Val de Loire                        | Dê          | PDO      |
| Soumaintrain                                     | 2014                          |                                            |             | PGI      |
| Tome des Bauges                                  | 2002                          | Savoie                                     | Bò          | PDO      |
| Tome fraîche                                     | Khuyết năm                    | Auvergne và Aubrac                         | Bò          | AOC      |
| Tomme de Savoie                                  | Khuyết năm                    | Savoie                                     | Bò          | PGI      |
| Tomme des Pyrénées                               | Khuyết năm                    | Midi-Pyrénées                              | Bò          | PGI      |
| Trou du Cru                                      | Khuyết năm                    | Burgundy, Côte-d'Or Department             | Bò          | AOC      |
| Valençay                                         | 1998                          | Centre-Val de Loire                        | Dê          | PDO      |

## Các loại phô mai khác
- Abbaye de Belloc
- Abbaye de Tamié
- Abbaye de Timadeuc Cheese
- Affidélice
- Autun
- Avalin
- Babybel
- Baguette laonnaise
- Bilou
- Blanc à fromage - Vosges
- Bleu de Bresse
- Bleu de Termignon
- Bon Grivois
- Boulette d'Avesnes
- Boursin cheese
- Brie
- Brie Noir (Black Brie)
- Brillat-Savarin
- Broccio Passu
- Bucheron
- Cabécou
- Cabrinu
- Cabriou
- Cachaille
- Cacouyard
- Callebasse
- Camembert du Calvados - Normandie
- Cancoillotte
- Caprice des dieux
- Canut
- Carré de l'Est - Lorraine
- Cathare
- Chamois d'or
- Chaource
- Chatou
- Chaubier
- Chaumes
- Chevillon - Haute-Marne
- Citeaux - Burgundy
- Coulommiers
- Coutances
- Délice de Bourgogne
- Délice du Calvados
- Doux de Montagne
- Ecorce de sapin
- Édel de Cléron
- Epenouse
- Explorateur
- Faisselle
- Fédou
- Feuille de Dreux
- Feuille du Limousin
- Ficello
- Figou
- Fromage blanc
- Fromage frais
- Fromager d'Affinois
- Fougerus
- Foudjou
- Fourme d'Asco
- Fourme de Cantal
- Gaperon
- Gros Lorrain - Vosges
- La Vache qui Rit
- Lavort
- Mamirollais
- Mamirolle
- Metton
- Mont des Cats
- Mottin Charentais [fr]
- Mousseron
- Niolo
- Olivet cendré
- Ortolan
- Pavé d'Auge - Normandy
- Pavé d'Isigny - Normandy
- Pavin
- Perail
- Pérassu
- Port Salut
- Raclette
- Rochebarron
- Roucoulons
- Roue de Brielove
- Saint Agur
- Saint Albray
- Saint-André
- Saint-Paulin
- Saint-Rémy
- Spinosien
- Tarentais
- Tome d'Arles
- Tome de la Brigue
- Tome de la Vésubie
- Tome des Bauges - Savoie, Haute-Savoie
- Tomme au Fenouil
- Tomme Boudane
- Tomme Butone
- Tomme de Lévéjac
- Tomme du Jura
- Tomme du Revard
- Toucy
- Tourrée de l'aubier
- Tracle
- Trèfle
- Tricorne de Marans
- Trinqueux
- U Muntagnolu
- Vallé d'Ossau
- Velay
- Venaco
- Vesontio
- Vieux-Boulogne
- Vieux Samer
- Void
- Xaintray